# Ambrose Lake, Algoma
Ambrose Lake är en sjö i Kanada.   Den ligger i distriktet Algoma och provinsen Ontario, i den sydöstra delen av landet, 800 km väster om huvudstaden Ottawa. Ambrose Lake ligger 413 meter över havet. Den ligger vid sjöarna  Brian Lake och Iron Lake.
I omgivningarna runt Ambrose Lake växer i huvudsak blandskog. Trakten runt Ambrose Lake är nära nog obefolkad, med mindre än två invånare per kvadratkilometer.